# Hornera mediterranea
Hornera mediterranea is een mosdiertjessoort uit de familie van de Horneridae. De wetenschappelijke naam van de soort werd voor het eerst geldig gepubliceerd in 2020 door Harmelin.